# Fabien Robert
Fabien Robert (Hennebont, 6 de janeiro de 1989) é um futebolista francês que atua como atacante. Atualmente, defende o Forest Green Rovers.